# Diego Natale Bona
Diego Natale Bona (Castiglione Tinella, 11 de diciembre de 1926 - Roma, 29 de abril de 2017) fue un obispo católico italiano.

## Biografía
Bona fue ordenado sacerdote el 8 de octubre de 1950 y fue párroco de Santa Maria Stella Maris di Ostia y posteriormente fue titular de la parroquia de la Iglesia de San Francisco Javier de Roma.
Fue elegido para la sede episcopal de Porto-Santa Rufina el 9 de noviembre de 1985 y ordenado el 1 de diciembre del mismo año. El 12 de febrero de 1989 inició el proceso de beatificación de Sor María Crocifissa Curcio, que finalizó en la Congregación para las Causas de los Santos el 19 de octubre de 2004. Transferido a la diócesis de Saluzzo el 17 de enero de 1994, se convirtió en obispo emérito el 16 de abril de 2003. De 1994 a 2002 fue presidente de la asociación internacional Pax Christi  (movimiento católico nacido en Francia en 1945 y fundado en Italia en 1954 por Mons. Giovanni Battista Montini), retomando la pesada herencia que le dejó el obispo Tonino Bello.